# Stereum magellanicum
Stereum magellanicum är en svampart som beskrevs av Ryvarden & Hjortstam 1987. Stereum magellanicum ingår i släktet Stereum och familjen Stereaceae.   Inga underarter finns listade i Catalogue of Life.